# جمعية كشافة نيكاراجوا
جمعية كشافة نيكاراجوا هي المنظمة الكشفية الوطنية في نيكاراغوا. الكشافة في نيكاراغوا بدأت في عام 1917 وأصبحت عضوا في المنظمة العالمية للحركة الكشفية في عام 1946. الجمعية شاركت في العديد من الأنشطة التعليمية ولديها 1509 عضوا (اعتبارا من 2011).

## روابط خارجية
- الموقع الرسمي (بالإسبانية)
- تاريخ جمعية كشافة نيكاراجوا (بالإسبانية)